# Laguna de San Vicente
La Laguna de San Vicente es una laguna ubicada en el partido de San Vicente (Provincia de Buenos Aires, Argentina), y se caracteriza por tener a la ciudad cabecera a sus orillas. Este curso de agua forma parte de la cuenca del Río Samborombón y recibe el aporte de agua del arroyo San Vicente.

## Historia
La Laguna es tradicionalmente considerada parte de San Vicente, por lo que su historia también es del lugar.
Lo más antiguo registrado sobre la laguna está en 1618. Por entonces, en plena época colonial, los conquistadores españoles tomaban registros sobre los pueblos indígenas de la región. Debido al avance de los invasores, una reducción indígena se asentó a las orillas de la laguna, lo que le ha valido el nombre de Laguna de la Reducción, pero luego fue reemplazado por Laguna del Ojo por la centralidad que tenía el cuerpo de agua.
Durante los siglos XVII y XVIII la laguna ha estado incluida en las estancias de muchos propietarios. En 1784, la laguna y las tierras que la rodeaban recibieron el título de partido y el nombre de San Vicente (a partir de lo cual se comenzó a llamar al cuerpo de agua Laguna de San Vicente) y, años más tarde, en 1854, por elección popular, se creó la primera comuna integrada y la ciudad cabecera del partido se trasladó a la margen sur de la laguna.

### Tiempos recientes
Hacia 1977 el gobierno municipal, liderado por el intendente Francisco González Carballal, toma conciencia del gran potencial económico de la laguna. De esta forma, en el mes de agosto de 1977 comienzan los estudios tendientes a la recuperación de la laguna, solicitando en un inicio la posible colaboración de la provincia. Con este fin, el 7 de septiembre proceden a recorrer la zona, junto con el intendente local, los ingenieros de la Dirección de Hidráulica de la Provincia de Buenos Aires y representantes de la Comisión de Turismo local.
Para esa época, la laguna tenía una ínfima superficie de agua ya que la mayor parte de sus dimensiones estaba cubierta por el avance de la vegetación. Para octubre, en miras de la próxima temporada de verano, comenzaron las obras de nivelación de la ribera y de limpieza general del futuro centro turístico. 
Para diciembre de 1979 ya se habían recuperado 20.000 m² de superficie, removiendo más de 8.000 m² de tierra abarcando unos 800 metros lineales de ensanche de ribera que variaba entre 40 y 90 metros según la zona. Como se proyectó desde su iniciación, no era la recuperación de la laguna el único objetivo de las obras. Para esta época también se construyó, nuevamente con la ayuda de la Asociación Promotora, la entrada del actual Camping Municipal.
Las obras no cesaban y cada día de trabajo se recuperaba más espacio en la laguna. Para los primeros meses de 1980 se habían creado dos islas y se esperaba terminar para el próximo verano un amplio balneario, con espacio para deportes acuáticos, de 600 metros de largo y un ancho variable entre 50 y 200 metros.
En el mes de noviembre, se continúo con la limpieza de la ribera de la laguna y con los trabajos en relación a la unificación de los dos espejos. Al parecer las obras tuvieron un resultado positivo ya que al lugar comenzaron a acercarse los turistas los domingos. Como consecuencia, el gobierno municipal estableció en la zona una "vigilancia en materia de tránsito y orden en general" como así también inició los procesos legales para poder instalar comercios en la nueva zona turística "buscando una presencia más grata y acorde con una laguna que ya empieza a ser algo más que una vieja aspiración". Para 1981, con las obras casi culminadas, y con nuevos proyectos a la vista, la Laguna de San Vicente quedaba con una imagen más decorosa.

### Actualidad
Ya ingresado en el nuevo milenio, la laguna, como así también gran parte del país, sufrió las consecuencias de una fuerte sequía. A ésta se la consideró como una "catástrofe natural histórica" que no se registraba con tal magnitud durante los últimos 70 años.    
Este riesgo natural surgió porque durante el primer semestre del 2008, toda la región en la que se encuentra el Partido de San Vicente fue afectada por condiciones climáticas poco comunes. Un claro ejemplo de esto es que sumadas todas las lluvias del 2008 solo se llegó a 529.9 mm, cuando el promedio de la zona es de 1000 mm aproximadamente. Las disminuciones de las lluvias se iniciaron en marzo del mismo año, quedando manifestado esto en los meses siguientes de abril y mayo. 		 
De esta forma, a partir de junio se registró un ambiente extremadamente seco, seguido de que, desde julio a los primeros días de febrero del 2009, las precipitaciones caídas fueron tan sólo de 140 mm, el 30% del promedio estimado.
Como consecuencia, la laguna de San Vicente fue exhibiendo un impactante playón de tierra de más de 100 metros de largo y unos 25 metros de profundidad que crecía día tras día. Tan es así que de los 600 cm³ que debía tener la laguna, en los primeros días de febrero no superó ni la mitad de lo esperado.
Para la segunda quincena de febrero de 2009 comenzaban a caer las primeras lluvias del año que aliviaran la sequía y volverían a aumentar el caudal de agua de la laguna.
Pero un nuevo desastre se haría protagonista en el lugar, el 12 de febrero, se inició un incendio forestal en la ribera, el cual arrasó con un centenar de hectáreas provocando graves daños a la flora autóctona. Fue una gran perdida para la vida lagunera ya que, según lo indicado por el gobierno de entonces, se perdieron más de 100 hectáreas de forestación de las 170 que abarca la zona norte de la laguna.

## Ubicación
Se ubica en el noroeste del partido, en contacto directo con la ciudad cabecera. A sólo 45km de Buenos Aires.

## Descripción
La laguna cubre 180 hectáreas. La margen sur está rodeada por la ciudad de San Vicente, cabecera del partido homónimo. Gran parte de las aguas están consumidas por la vegetación, en general hierbas, juncos, algas y flores laguneras. También hay en sus orillas grandes árboles como eucaliptos y sauces.

## Turismo
Por estar cerca a 45km de Buenos Aires, es su laguna más cercana, y recibe turistas de esa ciudad, de los partidos alrededores y de los habitantes locales.
El agua despejada de la laguna es suficiente para el desarrollo de deportes náuticos. A sus orillas la gente hace de picnics y actividades generales. Cerca se encuentra el Camping Municipal, apto para parrilladas y estadías largas.
Es, sin duda, un importante y valioso recurso.

## Enlacesexternos
- Laguna del Ojo

- Datos: Q5969237